# Ра-Карнь

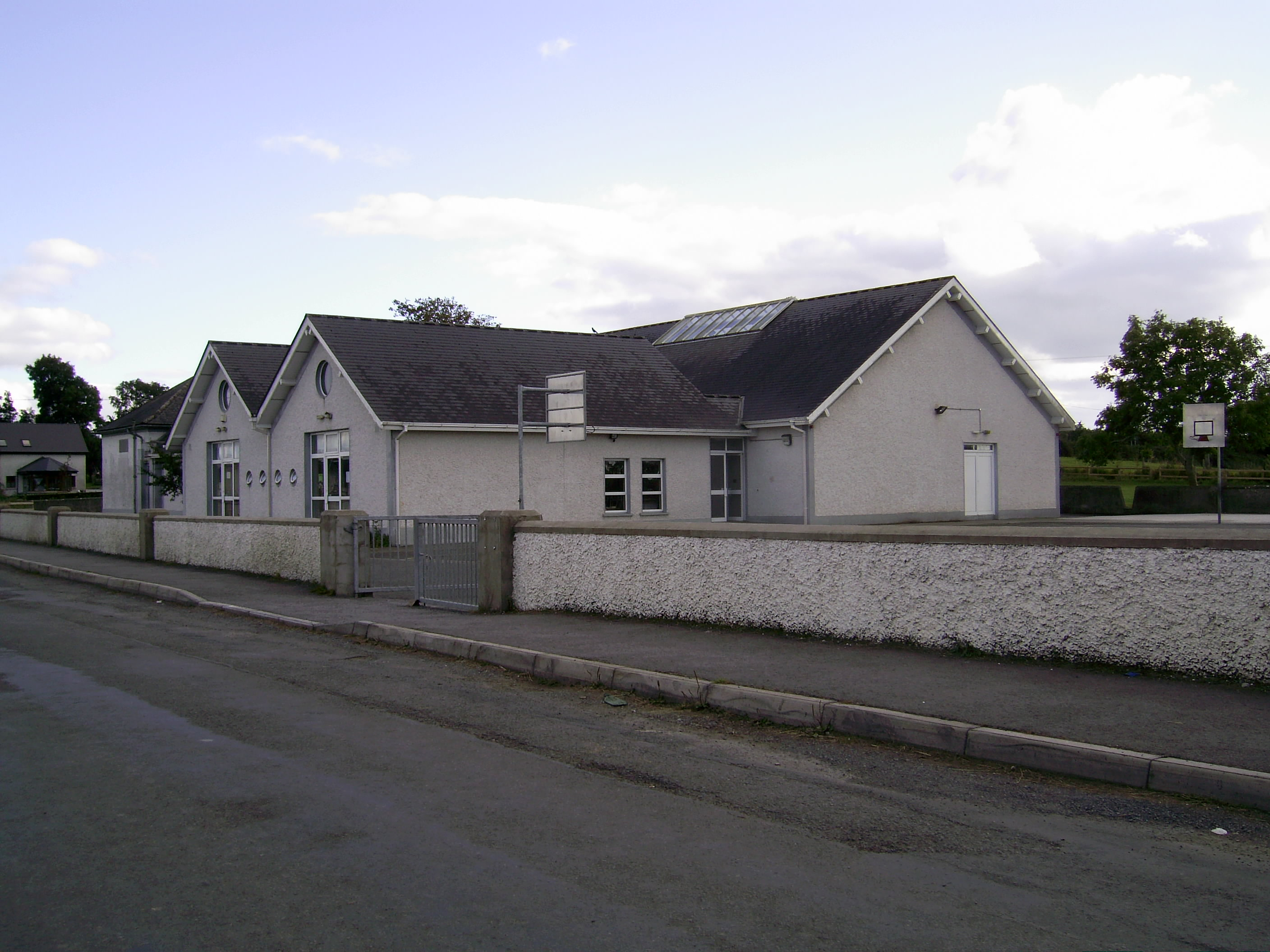

Ра-Карнь (англ. Ráth Cairn, также Rathcarne, Rathcarran; ирл. Ráth Cairn / Ráth Chairn) — деревня в Ирландии, находится в графстве Мит (провинция Ленстер). Является частью Гэлтахта.
Население — 447 человек (по переписи 2006 года). При этом, население пригородов (environs) — 447 человек.